# Joyce Sombroek

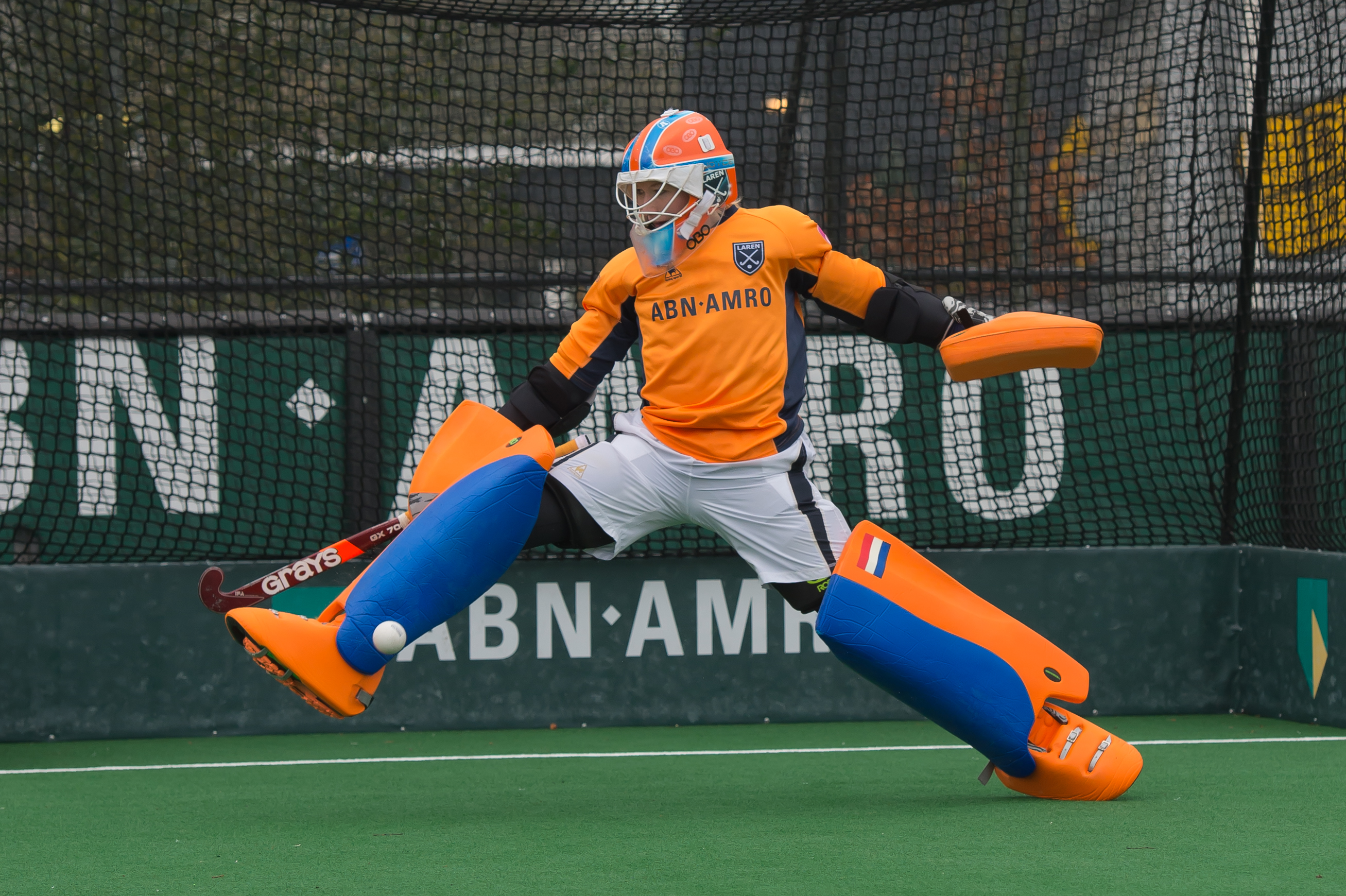
Joyce Sombroek beim Torhütertraining (2016)

Joyce Sombroek (* 10. September 1990 in Alkmaar) ist eine niederländische Hockeyspielerin, die 2012 Olympiasiegerin und 2014 Weltmeisterin war.

## Karriere
Die 1,79 m große Joyce Sombroek debütierte 2010 in der niederländischen Nationalmannschaft. Die Torhüterin gewann ihre erste internationale Medaille bei der Weltmeisterschaft 2010 in Rosario, als die Niederlande im Finale gegen die argentinische Mannschaft unterlagen. Auch bei der Europameisterschaft 2011 in Mönchengladbach trafen die Niederländerinnen im Finale auf die Mannschaft des Gastgeberlandes. Mit einem 3:0 über die deutsche Mannschaft gewannen die Niederländerinnen den Titel. 2012 erhielt Joyce Sombroek eine Goldmedaille bei den Olympischen Spielen in London, im Finale besiegten die Niederländerinnen die argentinischen Weltmeisterinnen mit 2:0. Sombroek kam in sieben Spielen zum Einsatz.
2013 bei der Europameisterschaft in Boom unterlagen die Niederländerinnen im Halbfinale den Britinnen im Penaltyschießen, das Spiel um den dritten Platz gegen die belgischen Gastgeberinnen gewannen die Niederländerinnen mit 3:1. Im Jahr darauf waren die Niederlande Gastgeber der Weltmeisterschaft in Den Haag. Im Finale schlugen die Niederländerinnen die Australierinnen mit 2:0. Für ihre Leistungen in der Saison 2014 und speziell bei der Weltmeisterschaft zeichnete der Welthockeyverband Joyce Sombroek als Torhüterin des Jahres aus. Bei der Europameisterschaft 2015 in London unterlagen die Niederländerinnen im Finale den Britinnen im Penaltyschießen. Bei den Olympischen Spielen 2016 in Rio de Janeiro erreichte die niederländische Mannschaft ein weiteres Mal das Finale, wie im Vorjahr unterlag man im Shootout den Britinnen. Sombroek wirkte in acht Spielen mit. 2017 erklärte Joyce Sombroek wegen Problemen am Hüftgelenk nach 117 Länderspielen ihren Abschied aus der Nationalmannschaft.
Joyce Sombroek begann ihre Karriere beim Lochemse HC, spielte dann bei Schaerweijde und wechselte schließlich zum MHC Laren.